# السویده غربی
السویده غربی (به عربی: السویدة الغربیة) یک روستا در سوریه است که در استان حما واقع شده‌است.

## خصوصیات
السویده غربی  ۵۲۲ نفر جمعیت دارد.